# Július Bateľ
Július Bateľ (3. března 1897 Kostolné Moravce (dnes součást obce Hontianske Moravce v okrese Krupina) – 29. listopadu 1967 Martin)  byl slovenský varhaník, hudební skladatel, pedagog a sběratel lidových písní.

## Život
Narodil se v rodině učitele evangelické školy v Kostolných Moravcích. Vystudoval učitelský ústav v Banské Štiavnici začal učit na národní škole v Opavě. Později se vrátil do rodného kraje a učil v Súdovcích. V okolí Súdovců sbíral lidové písně (trávnice). V letech 1920-1922 působil jako učitel hudby v Banské Štiavnici a od roku 1922 jako varhaník evangelického sboru v Turčianském Svatém Martině. V Martině pak od roku 1928 vyučoval hudební výchovu na gymnáziu až do roku 1954. Kromě toho řídil pěvecké sdružení Slovenský spevokol. V posledních letech svého života byl hudebním redaktorem vydavatelství Osveta. Zemřel v Martině 29. listopadu 1967.

## Dílo
- Sbírka lidových písní (trávnic) z okolí Súdovců.
- Pieseň slobody (mužský sbor).
- Zaspevaj vtáčik (zpěv a klavír).
- Tanec okolo stavby (častuška).
- Po stopách zberateľskej činnosti Bélu Bartóka v Hontianskych Moravciach (muzikologická studie).
- Zbierka hontianských ľudových piesní (350 písní).
- Hymna k Trojičnej době (hymnus na slova Martina Braxatorista).
- Spolupráce při vydávání Veľkej partitúry (sbírky duchovních skladeb) v projektu evangelického spolku Tranoscius.
- Spievajte hospodinu (sbírka náboženských skladeb)
- Práce v oblasti výzkumu dělnických písní.